# Suzanne Devé
Suzanne Devé (14 de diciembre de 1901 – 12 de abril de 1994), también conocida por su nombre de casada Suzanne Desloges, fue una tenista francesa activa en la década de 1920.
Alcanzó la final de dobles en el Campeonato de Francia de 1928 junto a su compatriota Sylvie Jung Henrotin, donde perdieron en sets corridos ante Eileen Bennett y Phoebe Holcroft de Gran Bretaña. En 1924, el último año en que el Campeonato de Francia estuvo cerrado a jugadores extranjeros, llegó a los cuartos de final en el evento de individuales, perdiendo ante Marguerite Broquedis. Su mejor resultado en individuales en el Abierto de Francia fue alcanzar la tercera ronda en 1925 y 1927.
En diciembre de 1927, Devé ganó los títulos de individuales, dobles y dobles mixtos en la Coupe Georges Gaul. Durante la segunda mitad de la década de 1920, representó a Francia en partidos internacionales de equipo contra Estados Unidos, Inglaterra, Australia y Bélgica.
Su golpe favorito era el drive de derecha a la línea lateral derecha. Devé fue clasificada como la número 1 en Francia en 1928 y fue miembro del Tennis Club de Paris.

## Finales de Grand Slam

### Dobles: (1 subcampeonato)
| Resultado | Año  | Campeonato            | Superficie    | Pareja               | Oponentes                      | Resultado |
| --------- | ---- | --------------------- | ------------- | -------------------- | ------------------------------ | --------- |
| Derrota   | 1928 | Campeonato de Francia | Tierra batida | Sylvie Jung Lafaurie | Eileen Bennett Phoebe Holcroft | 0–6, 2–6  |